# Mesonemurus eberti
Mesonemurus eberti är en insektsart som beskrevs av Hölzel 1972. Mesonemurus eberti ingår i släktet Mesonemurus och familjen myrlejonsländor. Inga underarter finns listade i Catalogue of Life.